# Grab (entreprise)
Pour les articles homonymes, voir Grab.
Grab est une entreprise malaisienne de commerce en ligne spécialisée dans la mise en relation des chauffeurs et de clients. Elle s'est par la suite diversifié dans la mise en relation de livreurs de plats.

## Histoire
En mars 2018, Uber annonce la vente de ses activités en Asie du Sud-Est à Grab, détenue également partiellement par Softbank. Par cette opération, Uber prend une participation de 27,5 % dans Grab, participation évaluée à ce moment à environ 6 milliards de dollars.
En octobre 2021, Grab annonce augmenter sa participation dans Ovo, une plateforme de paiement à 90 %. En décembre 2021, Grab annonce l'acquisition d'une participation majoritaire dans Jaya Grocer, une entreprise de grande distribution malaisienne.